# Jürg Schubiger
Jürg Schubiger (14 octobre 1936 à Zurich - 15 septembre 2014) est un thérapeute et auteur suisse de livres pour enfants. Il est lauréat du prestigieux prix international, le Prix Hans-Christian-Andersen, dans la catégorie Écriture, en 2008.

## Œuvres traduites en français
- D'où vient le nom des animaux, illustré par Rotraut Susanne Berner, La Joie de lire, 1997.
- Quand le monde était jeune, illustré par Rotraut Susanne Berner, La Joie de lire, 1997.
- Maman, papa, moi et elle, Joie de lire, 1999.
- Où est la mer ? illustré par Rotraut Susanne Berner, Joie de lire, 2001.
- À l'étranger, illustré par Albertine Zullo, Joie de lire, 2001.
- Guillaume Tell, Joie de lire, 2004.
- Aux commencements, illustré par Jutta Bauer, Joie de lire, 2008.
- Du côté de grand-mère : souvenirs de Joli Schubiger-Cedraschi, Joie de lire, 2010.
- Deux qui s'aiment, illustré par Wolf Erlbruch, Joie de lire, 2013.
- Facile à trouver, facile à manquer : une histoire assez philosophique, illustré par Jutta Bauer, Joie de lire, 2014.

## Prix et distinctions
- 1996 : (international) « Honour List »[3] de l'IBBY pour Quand le monde était jeune, illustré par Rotraut Susanne Berner
- 2008 : Prix Hans-Christian-Andersen catégorie Écriture